# Corpo nazionale giovani esploratori ed esploratrici italiani
Il Corpo nazionale giovani esploratori ed esploratrici italiani (CNGEI) è un'associazione scout laica fondata in Italia nel 1912, per opera di Carlo Giovanni Colombo ed è la più antica tuttora esistente. Attualmente è la terza associazione italiana per numero di iscritti.
Dal 1916 è un ente morale posto sotto l'alto patronato del capo dello Stato (attuale Presidente della Repubblica) e dei ministeri dell'istruzione, degli affari esteri, dell'interno e della difesa ed è riconosciuto come associazione di promozione sociale. Il CNGEI è membro della Federazione italiana dello scautismo (FIS) e tramite questa dell'Organizzazione mondiale del movimento scout (OMMS/WOSM) e dell'Associazione mondiale guide ed esploratrici (AMGE/WAGGGS). Inoltre fa parte della Protezione civile e ha stipulato intese con il ministero dell'ambiente, con il Corpo forestale dello Stato, con la FAO, ha un accordo quadro con il ministero dell'istruzione e protocolli di collaborazione con Legambiente, il Club Alpino Italiano e l'Oxfam Italia.

## Storia

### La fondazione e lo sviluppo

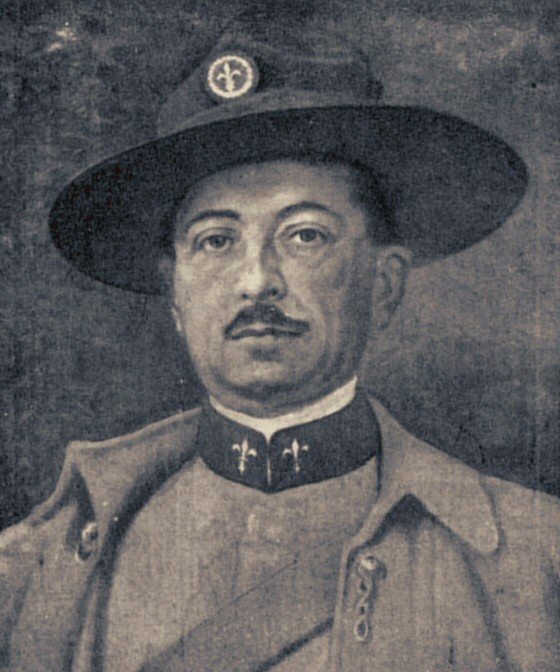
Carlo Giovanni Colombo, fondatore del Corpo nazionale giovani esploratori ed esploratrici italiani

Nel gennaio del 1912, il dottor Carlo Giovanni Colombo terminò di scrivere lo statuto del suo movimento, diviso in due sezioni, maschile e femminile, che chiamò rispettivamente «Corpo dei giovani esploratori» e «Unione delle giovinette esploratrici», con lo scopo d'essere strumento educativo per tutti i ragazzi e le ragazze italiane. Con un gruppo di giovani della Società sportiva «Podistica Lazio», Colombo compì un esperimento, avviato il 12 ottobre 1912, ai prati della Farnesina a Roma: fu un gran successo e da quell'iniziativa ebbe origine, all'interno della società, la quarta sezione, dedicata «all'istruzione premilitare, al tiro a segno e agli allievi esploratori» della quale fu eletto (durante l'assemblea della società sportiva, come riportato dal quotidiano Il Messaggero il 7 febbraio 1913) presidente il generale Gaetano Zoppi e fra i vice-presidenti lo stesso Colombo. Quando si sentì pronto, Colombo si staccò dalla società sportiva dando vita al Corpo nazionale dei giovani esploratori d'Italia (GEDI), ufficialmente fondato a Roma il 30 giugno 1913.
Carlo Colombo, che assunse la carica di commissario generale e capo esploratore, ebbe la soddisfazione di vedere la sua istituzione crescere, moltiplicarsi e farsi molto onore. I giovani esploratori e le giovinette esploratrici, dal camiciotto verde, intervennero a favore delle popolazioni marsicane colpite dal terremoto del 13 gennaio 1915 e con opere di servizio durante la prima guerra mondiale. Aderirono all'associazione personalità del mondo della scienza e della cultura: bastino gli esempi di Guglielmo Marconi, che fu presidente onorario della sezione di Bologna, nonché Gabriele D'Annunzio e Pietro Mascagni che furono consiglieri del consiglio direttivo nazionale. Nel Corpo nazionale confluirono gran parte delle sezioni dei Ragazzi esploratori italiani (REI). I giovani esploratori, in omaggio ai primi gruppi scout, usarono il giglio dei REI della sezione ligure, a cui fu aggiunto il cartiglio con il motto «Sii preparato».
Nel gennaio del 1914, il CNGEI risulta già essere sotto il patronato dei ministri della Guerra, della Marina, delle Colonie e della Pubblica Istruzione, cui si aggiunsero nel corso dell'anno il patronato del presidente del Consiglio dei ministri, del ministro degli Affari Esteri e, infine, del ministro dell'Interno. Il 10 novembre 1914 uscì il primo numero della rivista del CNGEI, Sii preparato!. È questa la prima pubblicazione periodica dello scautismo comparsa in Italia nonché primo esempio di mensile per ragazzi. Con l'uscita della rivista l'associazione assunse definitivamente il nome di «Corpo nazionale dei giovani esploratori italiani ("Boy-Scouts" d'Italia)». Nello stesso anno risulta già costituita, a Roma, sempre per cura di Colombo, la sezione femminile che accolse le girl scouts, anche se i primi esperimenti di scautismo femminile furono condotti fin dal 1913. La presidenza della sezione di Roma fu assunta dalla baronessa Ferrero, con al suo fianco Mary Rossi (già collaboratrice in Inghilterra di Robert Baden-Powell) in qualità di caporeparto e commissaria.
Nella primavera del 1915 la sezione romana delle esploratrici fu sciolta è prontamente ricostituita il 29 giugno 1915, quando si svolse l'assemblea costituente della «nuova» sezione di Roma delle giovinette esploratrici, che segnò la data ufficiale della nascita dell'Unione nazionale delle giovinette esploratrici italiane (UNGEI). Assunse la presidenza la principessa Anna Maria Borghese de Ferrari, mentre Mary Rossi fu rieletta commissaria. Dal 5 maggio 1915 il CNGEI fu posto sotto l'alto patronato del re. Inoltre, il re permetteva l'iscrizione al Corpo nazionale del principe ereditario Umberto e più tardi, dietro insistenza della regina Elena, acconsentì all'iscrizione della principessa Giovanna all'UNGEI e autorizzò, sull'esempio dei fratelli scout inglesi, a fregiare della corona regia il distintivo degli esploratori reali.
Questi eventi segnarono il pieno successo dell'opera di Carlo Colombo. Lo stesso Robert Baden-Powell gli scrisse, chiamandolo Chief scout of Italy, di seguirlo con il più gran piacere ed interesse. Il duca degli Abruzzi Luigi Amedeo di Savoia-Aosta, grande esploratore, assunse la presidenza generale del Corpo. Il 21 dicembre 1916, il capo dello Stato, su proposta del ministro della Pubblica Istruzione Francesco Ruffini, eresse il CNGEI in ente morale con decreto luogotenenziale, a riconoscimento della sua funzione educativa nei confronti della gioventù. Queste caratteristiche sono mantenute tuttora: ovviamente il patronato è del Presidente della repubblica e degli odierni ministeri della Pubblica Istruzione, degli Affari Esteri, dell'Interno e della Difesa. D'altra parte, il Corpo nazionale non mancò di essere bersaglio di critiche. Durante il primo conflitto mondiale, che fu per il CNGEI un periodo di indubbia fortuna, ci furono episodi di netto rifiuto. In diverse città l'ambiente fu ostile agli esploratori nazionali e talvolta essi furono fatti segno di gravi violenze da parte di ragazzi definiti, dalle colonne della rivista, come «non pochi giovinastri», «tristi avvinazzati o malviventi». Ma la più energica disapprovazione giunse dalle organizzazioni operaie e socialiste: le classi popolari vedevano lo scautismo con diffidenza, nel migliore dei casi come qualcosa di estraneo alla propria cultura e alle proprie necessità. All'inizio, gli ambienti e la stampa cattolica di stretta osservanza assunsero toni virulenti contro lo scautismo, avanzando argomenti di natura dottrinale, come il naturalismo educativo o l'indifferentismo religioso e, in particolare, contro lo scautismo femminile, definito una «sconvenienza» e una «incredibile audacia»; inoltre, molte polemiche furono sollevate dai cattolici circa il legame tra lo scautismo in generale e in particolare del CNGEI e la massoneria. L'accusa fu sempre respinta da Colombo, ma pare accertato il favore del vertice massonico italiano per il CNGEI (la giunta del Grande Oriente d'Italia affrontò il tema della diffusione dello scautismo in una seduta del 1913). Fabrizio Marinelli afferma che, in effetti, fu probabile «che l'influenza massonica sia stata molto più importante all'inizio, ma sia andata scemando anno dopo anno», anche se «contatti di dirigenti scout con la massoneria sono continuati fino allo scioglimento». Malgrado questo, il CNGEI-UNGEI con l'Italia in guerra raggiunse il massimo della propria espansione con oltre quattrocento sezioni e sottosezioni, molte delle quali con sedi nelle colonie o comunità italiane all'estero come ad Alessandria d'Egitto, Asmara, Atene, Bengasi, Buenos Aires, Il Cairo, Istanbul, Esch-sur-Alzette, Lussemburgo, Marsiglia, Parigi, Porto Said, San Marino, San Paolo, Salonicco, Smirne, Tripoli, Tunisi e in Albania, con un totale di iscritti che oscillava dai venti ai trentamila soci (una cifra mai più raggiunta), nonostante la presenza dell'ARPI, di Ugo Perucci e la fuoriuscita dalle proprie file del ramo cattolico minoritario, con la conseguente nascita dell'Associazione scautistica cattolica italiana (ASCI).
Nel 1916, nel CNGEI fu costituita la classe speciale degli esploratori marini, sviluppando le attività già avviate dal 1915, formando dei reparti autonomi e separati da quelli degli esploratori comuni. Un loro primo convegno a carattere nazionale si svolse nell'estate 1917. Campi marini nazionali si svolsero nel 1918, nel 1919, nel 1920, nel 1921 e nel 1922 a cui seguirono altri incontri nazionali. Nel 1921 erano previsti anche i reparti fluviali, cui si aggiunsero quelli lacuali, ufficialmente istituiti nel 1923. Importanti furono anche le imprese dei reparti fluviali e lacuali. Tra le specialità degli esploratori marini e fluviali sono da ricordare gli idro-ski, speciali scivolatori acquatici che destarono l'interesse di Baden-Powell. Nell'UNGEI non era prevista la classe dei marini e infatti le attività marine non erano una caratteristica del reparto ma un'attività.
Nel 1918, il vicepresidente generale del CNGEI, Vittorio Fiorini, nella sua relazione al Convegno nazionale tenutosi a Roma, propose l'istituzione della classe «seniori», vale a dire gli adulti scout. La proposta di Fiorini, approvata dagli organi statutari, ebbe pratica attuazione con le disposizioni apparse sul «Bollettino Ufficiale» del Corpo Nazionale di ottobre-dicembre 1918 e con la regolamentazione del 1919 che istituì gli «esploratori seniori», i quali ebbero in Italia, primi nel mondo, un loro ordinamento, attribuzioni e doveri.
Nell'immediato dopoguerra il CNGEI fu travagliato da una grave crisi di iscrizioni e di metodi. La direzione fu quindi assunta da Vittorio Fiorini che dopo la morte di Colombo e fino al 1922, tranne che per brevi periodi, ebbe le funzioni di commissario generale delegato.
Nel luglio 1920, nel St. Hugh's College di Oxford si tenne il primo convegno delle associazioni scout femminili. Il convegno vide la partecipazione dell'Italia con l'UNGEI.
Nel 1920 si tenne il primo raduno mondiale degli scout, a cui Baden-Powell diede il nome di jamboree. Il raduno fu ospitato nell'area espositiva di Olympia, a Londra. Il CNGEI fu presente con una delegazione composta da Carlo Ratti e da Bruno Cavalieri Ducati. La delegazione consegnò a Baden-Powell la medaglia d'oro al merito che l'associazione gli aveva decretato.
In contemporanea al jamboree si tenne un incontro internazionale per discutere sulla costituzione di un comitato internazionale permanente. Il CNGEI, che partecipò all'evento, fu dichiarato e registrato tra i soci fondatori del comitato internazionale scout. All'inizio del 1921, Fiorini rielaborò il testo del «giuramento» che, sia per i novizi sia per gli esploratori, fu chiamato «promessa», nonché quello del «decalogo», facendoli aderire maggiormente al metodo scout e alla legge dettata da Baden-Powell.
Nel 1922 fu eletto commissario generale del CNGEI Roberto Villetti che rivide progressivamente modi e norme del progetto pedagogico dell'ente, spogliandolo del militarismo che durante la guerra si era molto accentuato, nonché dell'a-religiosità, che fu reinterpretata come non-confessionalità; fu quindi sottolineata l'importanza della formazione spirituale dei giovani, creando i giusti limiti per un'associazione aperta, all'interno delle sezioni, verso l'educazione religiosa; il nome di Dio fu inserito, nel 1923, nella promessa. Inoltre, il titolo di commissario generale e capo esploratore fu mutato in commissario nazionale e capo scout.
Sempre nel 1922 riprendono le pubblicazioni, sospese alla fine del 1921, della rivista del CNGEI «Sii preparato!», che si trasformò in un periodico più ricco e accattivante, e nel corso dell'anno si introdusse una rubrica, la «Cronaca femminile», dedicata alle attività dell'UNGEI; nel 1923 il mensile dei novizi bolognesi pubblicato dalla sezione di Bologna, «Il Lupetto», fu inserito nel «Sii preparato!» come rubrica destinata ai lupetti, mantenendo la testata originale.
In seguito alla Conferenza internazionale scout di Parigi del 1922, che stabilì che il movimento maschile e quello femminile dovessero essere completamente indipendenti e non dovevano avere gli stessi nomi nelle rispettive nazioni, l'UNGEI, nel febbraio 1923, con l'approvazione del nuovo statuto, modificò il proprio nome in «Unione nazionale giovinette volontarie italiane» (UNGVI) con una fisionomia propria e autonoma. La direzione generale passò da Roma a Rovereto sotto la guida di Antonietta Giacomelli che aveva assunto la carica di commissaria generale. Nel 1924 iniziò la pubblicazione della rivista dell'UNGVI Sii preparata, con redazione a Rovereto. La Giacomelli, esponente del cattolicesimo non integralista, in realtà operò nell'intento di allontanare l'istituzione dall'originaria ispirazione laica e risorgimentale. Non tutte le sezioni mutarono il nome di esploratrici con quello di volontarie e quindi di fatto non aderirono alla nuova realtà associativa. Nell'autunno del 1925 risultava che qualche sezione di giovani esploratrici proseguiva ancora le attività all'ombra del CNGEI, che di fatto non modificò mai lo statuto del 1916.
Nell'agosto del 1924, con la pubblicazione del nuovo regolamento del CNGEI, gli iscritti furono divisi in tre classi (lupetti, esploratori e seniori) a seconda dell'età, avendo programmi e attività adeguate.
Nell'agosto 1925, il commissario nazionale Roberto Villetti, che comprese l'importanza della formazione dei dirigenti e dei giovani capi del Corpo Nazionale, organizzò e diresse il primo campo scuola nazionale del CNGEI all'Alpe di Cainallo (Como).

### La soppressione e lo scautismo clandestino

Luigi Pirotta, promotore del sodalizio «Il Lupercale» e futuro caposcout del CNGEI nel secondo dopoguerra.

Tra il 1927 e il 1928 il regime fascista sciolse le associazioni scout italiane. Il 10 febbraio 1927 per ordine del segretario generale del Partito Nazionale Fascista, Augusto Turati, l'Unione nazionale giovinette volontarie italiane fu sciolta. Il 31 marzo 1927, dopo le prime pressioni della polizia fascista su alcune sezioni e pochi giorni prima che invadesse la sede centrale, la presidenza generale del Corpo Nazionale prevenne l'azione del Governo, disponendo in «via provvisoria» lo scioglimento di tutte le sezioni del CNGEI. Malgrado ciò, molti gruppi del Corpo nazionale, in varie località d'Italia, in vario modo e in varia misura, decisero di continuare a praticare un'attività clandestina o mascherata, che spesso arrivò a sfiorare l'aperta ribellione, dando vita alla cosiddetta «Giungla silente» (il nome dato dal CNGEI al periodo clandestino).
Le informazioni che si hanno riguardo alla storia del periodo clandestino del CNGEI, sono in pratica poche, logica conseguenza della segretezza con cui gli scout dovevano muoversi. I sistemi scelti per sopravvivere, sia pur ufficiosamente, possono ricondursi a due posizioni: da un lato un atteggiamento di effettivo scioglimento e di cessazione delle attività; dall'altro una continuazione delle attività sotto mentite spoglie.
La principale organizzazione di riferimento dei dirigenti del CNGEI nei primi anni della Giungla silente fu «Il Lupercale» vero e proprio movimento scout clandestino. L'associazione era organizzata in «pagus» (città) composti da «sodales». Il motto era quello dei seniori, «Alere flammam» e lo stemma raffigurava una fiamma che, scaturendo da tre tizzoni, formava un giglio scout. Sorto nel 1928, ebbe regolare statuto, depositato presso la prefettura di Roma e aveva lo scopo di tenere uniti i dirigenti, i commissari e i capi unità del CNGEI e dell'UNGEI, per averli pronti al momento della ripresa delle attività scout. Essendo limitata ai maggiorenni di ventun'anni (ma chi aveva compiuto diciotto anni poteva essere socio aggregato) non incorreva nel divieto della Legge. Lo statuto del sodalizio fu inviato in tutte le città dove erano esistite sezioni del CNGEI. Aderirono al Lupercale anche alcuni scout dell'Associazione scouts cattolici italiani, inoltre furono mantenuti contatti con Hubert S. Martin, direttore del Bureau internazionale. Il Lupercale pubblicava un'omonima rivista ciclostilata.
Nel marzo 1929 le autorità di Pubblica Sicurezza, venute in sospetto, avevano dato il via a un'inchiesta in tutta Italia. I nomi di tutti gli iscritti all'associazione furono schedati dalle questure e su di loro furono raccolte notizie e informazioni. Infatti gli aderenti furono convocati, interrogati e perquisiti. Tra il 1932 e il 1933 la polizia impose, con la forza, lo scioglimento del Lupercale. Luigi Pirotta, promotore del sodalizio e futuro capo scout del CNGEI nel secondo dopoguerra, nel 1933 fu diffidato dalla polizia ed espulso dall'amministrazione del Governatorato di Roma, di cui dal 1928 era vicesegretario, per reato contro il capo del Governo. Dopo nove mesi di disoccupazione, a seguito di una nuova inchiesta disposta dal ministero dell'Interno, fu riammesso in servizio, ma perse ogni anzianità ed emolumento. Sfuggirono a quei controlli le attività svolte all'aperto dai giovani con i loro capi, con o senza camiciotto verde, ma sempre con il foulard e la cintura dell'uniforme scout.
A Trieste sorse il Gruppo escursionisti indomito con Jesurun, Pirnetti e Viezzoli che realizzò i suoi campi fino al 1936. Dopo il 1937, le vicende politiche non consentirono al Gruppo di mantenere l’attività degli anni precedenti e, pertanto, il Gruppo sospese le sue attività nel 1939. A Torino con Genovese si costituì il Gruppo escursionistico "Italia" che prolungò le attività fino al 1936. A Firenze con Borrani si formò il Gruppo escursionisti indipendenti cui aderirono anche esploratori della sezione di Arezzo, che continuò i suoi campi sino al 1933. Si noti che questi gruppi avevano una sigla comune: GEI. Per di più, le bandiere di molte sezioni furono affidate alla conservazione dei musei civici come a Rovereto dove la domenica del 10 aprile 1927 tutti gli iscritti della sezione si radunarono per l'ultima volta. Conclusa la cerimonia, vi fu la sfilata per le vie cittadine fanfara in testa, fino al Castello per rendere omaggio alla Lapide dei Caduti e consegnare alla direzione del Museo la bandiera di sezione. Le bandiere, delle sezioni di Bari, Catania e Pesaro, furono tagliate in pezzi e date in custodia ai più meritevoli. A Bari la cerimonia si tenne il 20 ottobre 1927: gli scout si riunirono segretamente per tagliare la bandiera nazionale in striscioline che ripartirono fra loro, firmando ognuno un giuramento. In seguito, gli scout baresi parteciparono per diverso tempo a gare di marcia a squadre, organizzate nella provincia, come squadra GEI. A Catania fu attivo un gruppo scout clandestino, animato da Pietro Rizzo ed Emanuele Scalici, che confluì nella Sezione Universitaria del Club Alpino Italiano (SUCAI) e che cessò le sue attività nel 1933. Gli scout catanesi nascosero in una grotta dell’Etna la bandiera di sezione dell’ente. Nel 1928 nel corso di un’escursione sull’Etna morì il giovane esploratore Giovanni Cagni. A Pesaro, invece, si formò il gruppo clandestino detto la «Tribù delle Aquile Azzurre», a cura di Rivalta e Perfetti, che protrasse le attività fino al 1940. A Reggio Calabria, a partire dal 1928, si costituì per opera di Giuseppe Romeo, Cesare Cremisini e Nicola Serini, il «Gruppo sportivo “San Prospero”» (dove la “S” di sportivo era intesa come scout), nel quale furono proposte attività tipicamente scout e furono pronunciate regolarmente le promesse su una autoprodotta bandiera gigliata. L’attività del Gruppo proseguì fino al 1944. Ai vari dirigenti e gruppi clandestini del CNGEI continuarono a giungere le lettere di Luigi Pirotta e di Roberto Villetti («papà Akela»), che ebbero in quel periodo una funzione di incoraggiamento e di guida morale.
Nel 1929 il CNGEI clandestino partecipò al 3º jamboree di Birkenhead, Arrowe Park, in Gran Bretagna. Facevano parte del contingente il commissario nazionale e caposcout Roberto Villetti, Paolo Medoro Savini, vicecommissario della sezione di Bari e il caporeparto Cesare Musatti della sezione di Roma. Villetti prese parte nel 1933 anche al 4º jamboree di Gödöllő, in Ungheria, a cui erano presenti anche Giuseppe Romeo e Nicola Serini di Reggio Calabria.
Pure il ramo femminile dell'UNGVI, come per il ramo maschile, se pur per scopi diversi, continuò a vivere per qualche anno sotto altra forma e diversa denominazione, per realizzare pellegrinaggi nei campi della Grande Guerra. Nel 1927 per questo scopo fu fondata un'opera chiamata «Libere escursioni ai campi di guerra» che fino al 1930 tenne ancora unite le giovinette volontarie.

### La rinascita del CNGEI
Solo alla caduta del regime fascista nel 1943, grazie all'incoraggiamento del Governo provvisorio alleato e alla fattiva collaborazione delle associazioni scout inglese e americana, il CNGEI e poi l'UNGEI (ricostituita con la denominazione originaria, tuttavia sostituendo «giovinette» con «giovani») poterono iniziare a riorganizzarsi e riprendere le loro attività, nel 1944 nel Meridione liberato e nel 1945 in tutta Italia. Se già dopo il 25 luglio 1943 numerosi esploratori seniori del CNGEI di varie parti d'Italia ripresero contatto con l'unico membro della vecchia sede centrale presente a Roma, Luigi Pirotta, per riorganizzare l'associazione, la tragica situazione del Paese dopo l'armistizio dell'8 settembre stroncò questa iniziativa, anche se già nel luglio del 1943 in Sicilia, dopo lo sbarco delle Forze Alleate, alcune sezione e reparti, come a Catania, si riorganizzarono autonomamente.
Tra il 1943 e il 1945, con l'occupazione del Nord Italia da parte dei tedeschi e con l'istituzione del governo della Repubblica Sociale Italiana, anche molti scout del CNGEI – a titolo individuale – parteciparono alla Resistenza.
Dopo la liberazione di Roma, il 4 giugno 1944, Luigi Pirotta riprese contatto con quanti si erano fatti vivi nel 1943. Il 21 giugno 1944 a Roma, quindi, si tenne una riunione di vecchi esploratori del CNGEI e fu eletto un Comitato centrale provvisorio. Il 22 agosto 1944 fu ufficialmente ricostituita la sede centrale nella Capitale.
Alla ripresa delle attività i dirigenti del Corpo nazionale accertarono che le autorità del 1927 non avevano emanato nessun provvedimento legislativo per abrogare il decreto n. 1881 del 21 dicembre 1916 che aveva eretto l'istituzione in ente morale e che quindi per la legislazione italiana il CNGEI non aveva mai cessato di esistere. Inoltre, rinacquero, all'interno dell'ente, i reparti nautici, cui si preferì sottrarre la distinzione in marini, fluviali e lacuali.
Il 21 novembre 1944 a Roma fu firmato tra l'ASCI e il CNGEI l'atto costitutivo della Federazione Esploratori Italiani seguito più tardi il 27 luglio 1945 dal ramo femminile scout, AGI e UNGEI, che diedero vita alla Federazione Italiana Guide ed Esploratrici. Le due federazioni furono riammesse e riconosciute ufficialmente dai due movimenti mondiali scout e guide.
Nel 1945 nel CNGEI, oltre alle tre classi giovanili (lupetti, esploratori e scolte dal 1948 pionieri, corrispondenti all'attuale branca rover), furono previsti i seniori. Anche il regolamento dell'UNGEI del 1946 previde, oltre alle tre classi giovanili (primule, esploratrici e scolte), le seniores (o fiamme). Nel 1949 il CNGEI inquadrò i seniores nella quarta classe dell'organizzazione scout. In questa classe erano riuniti gli iscritti di ambo i sessi dai ventun'anni in poi. I seniores erano raggruppati in clan, uno per ogni località, con organizzazione finanziaria e amministrativa propria al di fuori delle sezioni. Al primo congresso nazionale dei seniores, del 2 e 3 giugno 1951, a Firenze nacque il «Gran Clan Nazionale Seniores».
Nel 1948 si costituì la Scuola Nazionale per capi del CNGEI, con la nomina a direttore, il 4 novembre 1948, di Antonio Viezzoli. Nel 1949 si organizzò a Sori (GE) il primo corso della Scuola, al quale seguirono ulteriori corsi nel 1950 e nel 1951, sempre a Sori e nello stesso 1951 un altro a Potenza contrada Riofreddo. Dal 1953 i corsi si tennero a Opicina (TS). Nel 1954 la Scuola Nazionale (con l'allineamento dei programmi al sistema Gilwell) fu riconosciuta dal centro internazionale di WOSM, con la licenza di rilasciare brevetti internazionalmente validi; dal 2001 la Scuola è stata riconosciuta anche dal WAGGGS. In seguito il centro nazionale della Scuola è stato trasferito da Opicina a Vestone (BS) e successivamente a Savignone (Genova).
Nel 1949 nel CNGEI iniziano le attività degli scout dell'aria, cui seguì l'organizzazione di un primo corso di cultura aeronautica scout, organizzato, presso la Scuola di Guerra Aerea di Firenze-Cascine ma, alla fine degli anni Sessanta, evidenti difficoltà materiali e logistiche bloccarono lo sviluppo e le attività degli scout dell'aria all'interno dell'ente.
Nel 1953 a Lucerna, in occasione della prima assemblea mondiale degli adulti scout, fu fondata l'«Amicizia internazionale degli adulti scout e guide» (attuale International Scout and Guide Fellowship) e il Gran Clan Nazionale Seniores fu uno dei membri fondatori. Dal 18 dicembre 1954 il Gran Clan divenne «Clan nazionale seniores scout italiani».
Nel 1956, con una circolare del ministero della Pubblica Istruzione, il CNGEI fu annoverato fra le istituzioni parascolastiche. Tra la metà degli anni Sessanta e Settanta, lo scautismo laico visse una profonda crisi, relativa all'applicazione del metodo, conoscendo sconvolgimenti e divisioni.

### La fusione tra scautismo maschile e femminile

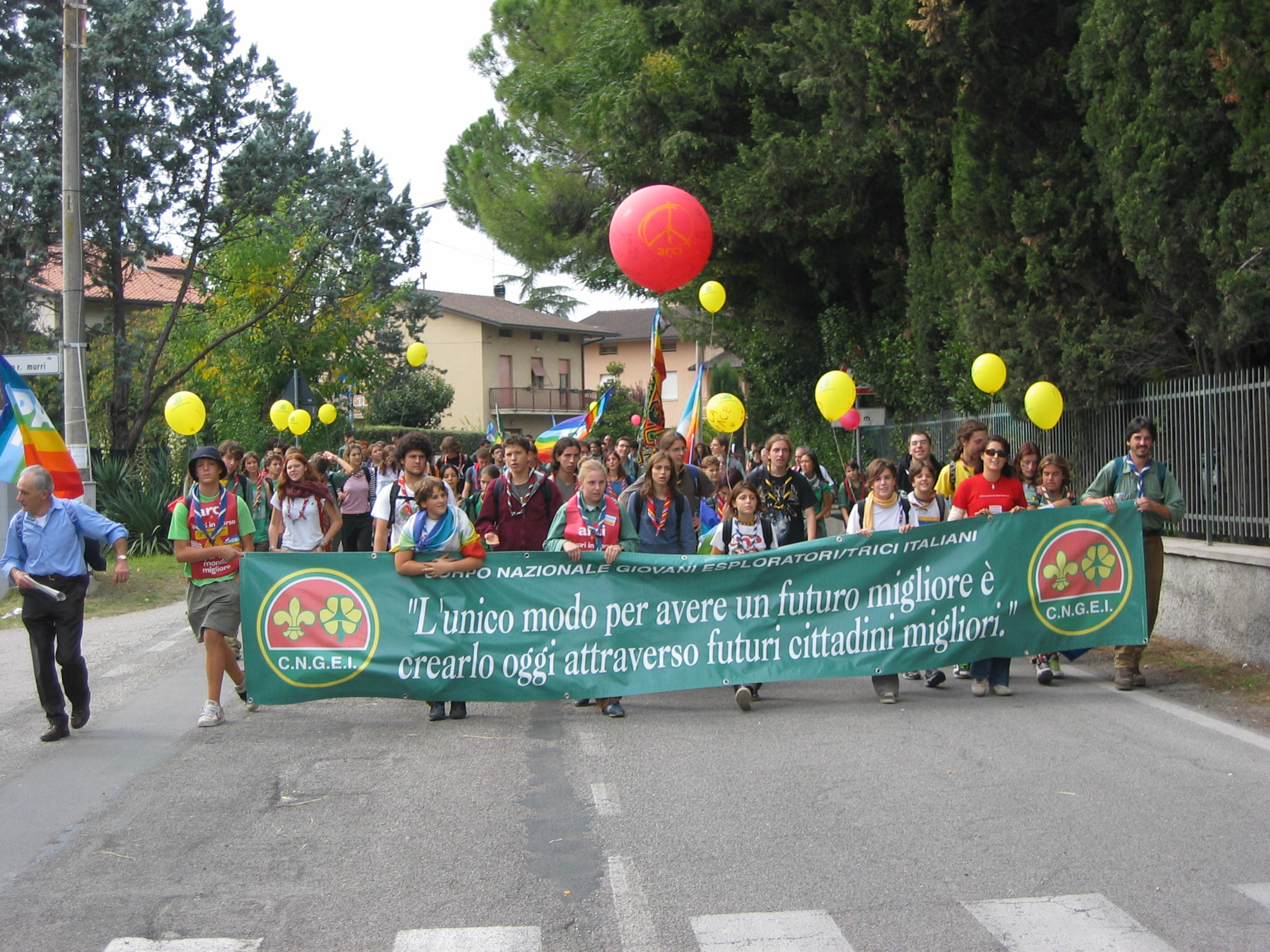
Scout del CNGEI alla Marcia della Pace di Assisi

All'inizio degli anni Settanta la base del CNGEI entrò in fermento denunciando la struttura del Corpo come anacronistica, reclamando una riforma democratica e chiedendo a gran voce che fosse dato più potere alle sezioni. Prese forma uno statuto che previde l'elezione diretta dei dirigenti nazionali. L'approvazione dello statuto da parte dei vari ministeri patrocinatori fu ritardata e, falliti alcuni tentativi di mediazione, molte sezioni del CNGEI, soprattutto settentrionali, si staccarono e costituirono un'associazione autonoma con sede a Milano, sviluppando i suoi programmi e mantenendo una vita parallela rispetto al CNGEI ufficiale. Nel 1974 fu trovato un accordo, firmato a Firenze, per un superamento della scissione.
Il nuovo statuto, approvato il 26 maggio 1976 con un apposito decreto del presidente della Repubblica, unificò il CNGEI e l'UNGEI nel «Corpo nazionale giovani esploratori ed esploratrici italiani». L'associazione si orientò ad una sempre maggior qualificazione in senso laico e pluralista e inoltre applicò le seguenti scelte: democrazia associativa, coeducazione e la scelta adulta.
La novità maggiore del nuovo statuto è costituita da un'assemblea (che è il massimo organo del CNGEI), composta dai rappresentanti delle sezioni (presidenti, commissari e delegati) in proporzione al numero dei soci e delle unità attive, che elegge ogni tre anni il presidente nazionale, il caposcout, il consiglio nazionale, il collegio dei revisori dei conti, la commissione di vigilanza e controllo e il giurì d'onore. Analogo è il funzionamento per le strutture periferiche, dove si eleggono i comitati di sezione. Nello stesso anno (1976), il Clan nazionale seniores scout italiani, per motivi di politica associativa, confluì nel CNGEI con grande travaglio interno e diede origine alla «quarta branca». I seniores aderirono perché convinti dell'importanza di dar vita a un'unica grande associazione. Nel 1986 si eliminò la dicitura «quarta branca» sostituendola con quella di «branca senior». Dal 1992 non esiste più la «branca senior» ma solo i senior, per eliminare la confusione che il termine «branca» poteva dare (continuità educativa, attività da strutturare ecc.).
Con le riforme statutarie il CNGEI e l'AGESCI riformarono lo statuto federale nel 1978 adeguandolo alla nuova realtà italiana. Nel 1986, con lo scioglimento delle vecchie strutture federali, si diede vita all'attuale «Federazione Italiana dello Scautismo» (FIS).

### 1987-2000
Dopo molti anni di riflessioni, di tentativi, di ripensamenti, fu approvato dal consiglio nazionale del CNGEI, il 12 aprile 1987 e riconfermato il 18 settembre 1988, il primo dei suoi documenti «pedagogici», ossia il «Progetto di Formazione Spirituale» (PFS), che rivide completamente il percorso interiore degli iscritti all'ente.
Parallelamente ai movimenti mondiali, sono nate alcune organizzazioni federative ufficiali tra le associazioni scout e guide riconosciute, per meglio coordinare gli scambi di collaborazione internazionale, quali l'«Unione Internazionale delle Associazioni Scout e Guide Laiche e Pluraliste», oggi inattiva, di cui è stato membro fondatore il CNGEI.
Il 7 settembre 1997 il consiglio nazionale approva un ulteriore documento, utilizzato come argomento d'esame in molti corsi di pedagogia all'Università, il «Progetto Educativo Globale» (PEG), la cui elaborazione era iniziata nel 1989; infatti, verso la fine degli anni Ottanta, a più livelli, si sente nel CNGEI l'esigenza di ripensare in modo globale alla proposta educativa dell'associazione. Il PEG è lo strumento pedagogico in cui sono dettate le linee guida educative seguite dal CNGEI per perseguire lo scopo dello scautismo, ossia una buona educazione scout e la conseguente formazione del buon cittadino. Nello stesso anno il motto della branca rover «Servire» sarà modificato in «Prepararsi a servire».

### Il nuovo millennio
Dal 1° al 5 luglio 2000 si è svolto il Campo Nazionale per Capi Pattuglia, CP2000 "alla scoperta del futuro", a Venaria Reale (To) nel Parco naturale La Mandria.
Nel 2001 è stato approvato nel CNGEI il «Percorso senior» dell'adulto nell'associazione; nel 2003 al motto storico dei senior, «Alere flammam», fu aggiunto quello di «Servire sorridendo».
Dal 28 luglio all'8 agosto 2004 si è svolto il Campo Nazionale a Montella (Av) nella Piana di Verteglia, con la presenza di circa 3500 partecipanti fra esploratori, esploratrici, rover, capi e senior in servizio. Insieme a quelli del CNGEI, hanno partecipato al campo reparti delle associazioni consorelle dell’AGESCI e dell’ASSORAIDER nonché reparti provenienti dall’estero, come dalla Spagna e dalla Svizzera e delegazioni giunte dal Giappone e dallo Sri Lanka.
Il 28 novembre 2004 è stata approvata, dall'assemblea nazionale, la «Carta di identità associativa», che espone le caratteristiche e le scelte che il CNGEI persegue e che conferma le sue peculiarità di associazione che applica i principi dello Scautismo e del Guidismo attraverso le cinque scelte che la caratterizzano (laicità, democrazia, coeducazione, scelta adulta e impegno civile).
Nel 2006, dal 29 aprile al Primo maggio, si è tenuta la Rupe Nazionale dei Consigli di Akela (raduno nazionale della branca lupetti), in tre zone d’Italia, per il Nord a Zanica (Bergamo), per il Centro a Marina di Massa e per il Sud ad Antillo (Messina). Erano presenti all’evento circa 1100 partecipanti fra lupetti, vecchi lupi (capi) e senior in servizio.
Dopo trent'anni dall'approvazione dello statuto del 1976, con delibera dell'assemblea straordinaria del 4 e 5 febbraio 2006 e con ulteriore delibera dell'assemblea straordinaria dell'11 novembre 2006, lo statuto dell'associazione è stato integralmente modificato per aggiornarlo sia maggiormente al regolamento sia alle nuove normative, integrandolo anche alla luce del riconoscimento dell'ente quale associazione di promozione sociale.
A settembre 2007, per festeggiare il centenario dello scautismo, il CNGEI ha organizzato dal 6 al 9 Settembre un campo nazionale chiamato "Cento ore per Cento Anni" presso la Cascina Farsetti nel Parco di Villa Pamphili a Roma. All'evento hanno partecipato circa 2000 scout tra lupetti, esploratori ed esploratrici, rover, capi e senior in servizio e alcune delegazioni straniere.
Il 15 gennaio 2008 dopo anni di approfonditi dibattiti in seno al Corpo Nazionale, il comitato delle costituzioni di WOSM ha approvato il nuovo testo della promessa dei lupetti, completamente riscritta, così come presentata all'assemblea nazionale dell'ente a novembre del 2007. Nella nuova promessa la parola Dio è stata sostituita con la frase «ricercare la mia Spiritualità».
Dal 30 maggio al 2 giugno 2009 si è svolta la Rupe Nazionale dei Consigli di Akela a Marina di Massa, con circa 1550 partecipanti fra lupetti, vecchi lupi (capi) e senior in servizio.

### 2015 - 2020
Dal 30 maggio al 2 giugno 2015 si è tenuto, al camping di Casalborsetti (Ravenna), l’evento nazionale #lupetti2015. Erano presenti all'evento oltre 1000 partecipanti fra lupetti, vecchi lupi (capi) e senior in servizio. Durante le attività del campo sono stati trattati argomenti importanti come il bullismo, i social networks e l'identità di genere per sviluppare curiosità, apertura e rispetto verso ciò che è diverso da sé. La canzone ufficiale "Uscirà il Sole" è stata scritta e cantata da T.A.P.S. e mette in risalto le tematiche educative dell'evento.
Dal 1° al 13 agosto 2018 si è svolto, nell'area naturalistica di Pianezze a Vialfrè, il Campo Nazionale "C'è Avventura". Erano presenti al campo circa 4600 partecipanti fra esploratori, esploratrici, rover, capi e senior in servizio. Presenti anche diverse delegazioni estere provenienti dall'Egitto, da Israele, dalla Spagna, dalla Francia, dal Regno Unito, dalla Germania e dalla Polonia. Con 15 sottocampi, da 300 persone ciascuno, è stato il campo nazionale più numeroso della storia del CNGEI.
Dopo un lungo processo di revisione, nel 2019 l'Assemblea Nazionale approva il nuovo statuto, con il quale l'associazione si allinea ai requisiti introdotti dalla riforma del Terzo Settore. Il CNGEI diventa Ente del Terzo Settore i cui soci non sono più le persone fisiche ma i Gruppi Regionali e le Sezioni. Inoltre gli organi di garanzia del Collegio dei Revisori dei Conti (CRC) e la Commissione di Vigilanza e Controllo (CoViCo) sono sostituiti dal nuovo Organo di Revisione e Controllo (OReCo).

### 2020 - Presente
Nel 2020 l'associazione acquista la prima Sede centrale di proprietà a Roma inaugurandola in ottobre alla presenza del ministro per le pari opportunità e la famiglia Elena Bonetti.
Nello stesso anno il CNGEI deve affrontare le limitazioni dovute alla Pandemia di COVID-19 in Italia. Gli eventi per capi  e le assemblee nazionali vengono svolte per la prima volta online mentre altri eventi, come il raduno "Estate Rover Nazionale 2020", dopo un primo rinvio al 2021, sono stati annullati. Ad esclusione delle zone rosse e dei periodi di sospensione nazionale degli incontri in presenza, i decreti governativi emergenziali hanno permesso lo svolgimento delle attività a livello locale (campi estivi inclusi), seppur con le dovute limitazioni in merito a salute e sicurezza (tra cui il distanziamento fisico e l'uso di dispositivi di protezione individuale).
Nell'Assemblea Nazionale del 25-26 novembre 2023, dopo anni di discussione e confronto, viene approvato il nuovo testo della Promessa.

## Organizzazione

### Organizzazione Nazionale
Il CNGEI è regolato tramite tre organi con mandato triennale, eletti tramite l'assemblea di tutte le sezioni (assemblea nazionale). Il triennio di mandato si calcola a partire dalla riforma statutaria del 1976.

#### Assemblea (A)
L'Assemblea è il massimo organo dell'associazione ed è composta dalle sezioni locali associate al CNGEI. Ogni sezione è rappresentata da una delegazione composta da 2 membri di diritto e un numero di delegati votati nell'Assemblea di Sezione, il cui numero è assegnato in base agli iscritti della singola sezione (da un minimo di 1 fino a 5 delegati). L'assemblea, convocata almeno una volta l'anno, elegge gli organi sociali, emenda ed approva i bilanci, le relazioni e programmi annuali.

#### Presidente (P)
Il Presidente del CNGEI, eletto ogni tre anni, ha la firma sociale, i poteri di delega e la rappresentanza legale dell'associazione. Vigila e controlla tutti gli organi ed uffici dell'associazione, convoca l'assemblea nazionale, presiede il consiglio nazionale e la commissione di vigilanza e controllo, nomina - su designazione del consiglio nazionale - il tesoriere, tutti gli organi nazionali non elettivi e tutte le cariche nazionali.

#### Capo Scout (CS)
Il Capo Scout del CNGEI, anch'egli eletto ogni tre anni, ha la direzione tecnica dell'associazione, è depositario delle tradizioni e garante della legge scout. Al capo scout spetta far osservare le norme dello statuto e dei regolamenti e ne è responsabile nei confronti dell'assemblea e degli organi scout internazionali.

#### Consiglio Nazionale (CN)
Il consiglio nazionale è composto dal presidente nazionale, che lo presiede, dal capo scout e da nove consiglieri (membri dell'esecutivo). Amministra e coordina tutta l'attività nazionale dell'associazione. Compiti del consiglio nazionale sono:
- nominare il tesoriere dell'associazione;
- approvare modifiche al Regolamento;
- determinare la quota di affiliazione;
- considerare le domande di nuova affiliazione delle sezioni;
- appronta il bilancio consuntivo e preventivo da sottoporre all'assemblea;
- esamina le istanze provenienti dalla commissione di vigilanza e controllo (Co.Vi.Co.);
- esprime il parere sulle proposte di modifica degli statuti sezionali;
- delibera sull'accoglimento delle domande dei soci sostenitori presentate alla sede centrale.

#### Giurì d'onore (Gido)
Il giurì d'onore (Gido) è composto da cinque membri effettivi e tre supplenti. Su istanza motivata del consiglio nazionale o del comitato di una sezione, può infliggere provvedimenti disciplinari a singoli soci o ad intere sezioni, con ampie facoltà inquirenti.

#### Organo di Revisione e Controllo (OReCo)
L'organo di revisione e controllo (OReCo) può essere monocratico o collegiale ed i componenti devono essere iscritti al Registro dei Revisori Legali. L'OReCo esercita la revisione contabile del CNGEI, monitorando che i mezzi finanziari siano erogati per gli scopi statutari dell'ente e verificando che le spese effettuate abbiano un contenuto di sana economia. L'Organo di Revisione e Controllo ha inoltre compiti di vigilanza in merito all'osservanza delle finalità civiche, solidaristiche e di utilità sociale previste per gli enti del terzo settore.
I ministeri patroni del CNGEI sono:
- Ministero dell'Istruzione;
- Ministero degli Esteri;
- Ministero dell'Interno;
- Ministero della difesa.

### Organizzazione Regionale
Il CNGEI si suddivide in 14 consulte regionali, presiedute dal commissario regionale (CReg) e composte dai presidenti e commissari di sezione, dagli incaricati regionali delle branche lupetti, esploratori ed esploratrici e Rover (IR-L, IR-E, IR-R) e, infine, dal responsabile del centro di formazione (RCdF). Nelle regioni in cui è presente la consulta:

#### Nord
- Piemonte e Valle d'Aosta
- Lombardia
- Trentino - Alto Adige
- Liguria
- Friuli - Venezia Giulia
- Veneto
- Emilia Romagna

#### Centro
- Marche - Abruzzo - Molise
- Toscana e Umbria
- Lazio

#### Sud
- Campania
- Puglia e Basilicata
- Sicilia
- Calabria
- Sardegna

### I Settori

#### Risorse Adulte
Il Settore Risorse Adulte è composto da un Commissario Nazionale e da una Commissione Consultiva (CoCon), i quali provvedono ad organizzare i campi scuola, secondo i criteri emanati da WOSM e WAGGGS. Il settore inoltre rilascia i brevetti Testa di Moro e Wood Badge.

#### Comunicazione
Il Settore Comunicazione è composto da un Responsabile Nazionale e da una Commissione Consultiva (CoCon), i quali hanno il compito di tenere le relazioni con gli organi di informazione e le relazioni con Enti Terzi, coordinando le iniziative e le attività alle quali il CNGEI abbia concesso la sua adesione o il suo patrocinio.
Il Settore Comunicazione si occupa inoltre di promuovere e curare le pubblicazioni ufficiali dell’Associazione tramite stampa (ad esempio la rivista “Scautismo”), sito web e la gestione dei profili sui social network associativi.

#### Internazionale
Il Settore Internazionale è il contatto tra: CNGEI, WOSM, WAGGGS e le Associazioni scout estere. Contribuisce ad arricchire il percorso educativo dei giovani e quello formativo dei soci adulti con quanto la dimensione internazionale può offrire, lavorando in sinergia con i Responsabili Nazionali alle Branche e alle Risorse Adulte: eventi FIS, campi all’estero, gemellaggi tra gruppi scout, seminari, convegni e approfondimenti su specifiche tematiche.

### L'organizzazione delle Sezioni
La sezione è l'entità territoriale autonoma (non più di una per comune; ma ogni Sezione può comprendere anche più comuni) ed è l'organismo di base; ciascuna sezione può essere composta da uno o più gruppi. Essa è costituita da tutti i soci (giovani e adulti) ed i giovani sono organizzati in gruppi.
Le sezioni del CNGEI più i gruppi regionali sono 89:
- Nord-Ovest 20
- Nord-Est 22
- Centro 21
- Sud 16
- Isole 11

### Il gruppo
Il gruppo, che è la minima entità scout che può essere presente sul territorio (e, come da regolamento, deve essere composta da: un "branco", un "reparto", una "compagnia", dai loro capi e da un capo gruppo), è l'organismo fondamentale per l'attuazione del metodo, essendo:
- la minima entità educativa in quanto, nel suo interno, si realizza la continuità della progressione e l'unità del processo educativo nelle tre branche e quindi sviluppa un Progetto Educativo Globale del quale sono responsabili tutti gli educatori del Gruppo;
- la minima entità formativa in quanto, al suo interno si sviluppa la formazione degli adulti che hanno dato la propria disponibilità a svolgere un servizio educativo e prosegue «sul campo» la cosiddetta «formazione permanente» degli educatori;
- la minima entità gestionale in quanto ogni gruppo ha la responsabilità della gestione sia delle risorse umane, che di quelle economiche (attrezzature, sede, ecc.) e le utilizza secondo le necessità e le priorità stabilite nel Consiglio di gruppo, in armonia con la Sezione;
- la minima entità di rapporto con il territorio in quanto il gruppo ha come punto di riferimento il quartiere, la circoscrizione o la comunità locale in cui opera e stabilisce funzionalmente relazioni di collaborazione con quell'ambiente e con le altre realtà esistenti sul territorio;
- la minima entità di sviluppo in quanto programma, al proprio interno, lo sviluppo quantitativo e qualitativo sia delle unità sia dei Capi ed agisce come livello di base per la diffusione dello scautismo.

## Caratteristiche dell'associazione scout CNGEI

### La "Carta d'identità associativa"
Il CNGEI è una organizzazione nazionale per l'educazione fisica, morale e spirituale della gioventù. Difatti, «il CNGEI è un movimento educativo scout che ha come finalità quella di contribuire alla costruzione di un mondo migliore attraverso l'educazione dei giovani (dagli 8 ai 19 anni). Il processo educativo è di tipo armonico e complesso, guidato dai principi dello scautismo e del guidismo internazionale. Lo scopo è quello di formare il buon cittadino: un cittadino in grado di compiere scelte autonome e responsabili, impegnato in prima persona per promuovere la solidarietà, i diritti universali, la pace e la tutela dell'ambiente; un cittadino che percorre un proprio cammino spirituale orientato a dare un senso alla propria vita. La dimensione spirituale caratterizza trasversalmente ogni momento dell'attività educativa, poiché si propone di formare un individuo educato al gusto di ricercare, di interrogarsi continuamente sui temi dell'esistenza umana ed approfondire le proprie convinzioni». Quindi, il CNGEI realizza, attraverso l'opera dei volontari, un'azione educativa laica, indipendente da ogni credo religioso e ideologie politiche. Lo scautismo CNGEI si caratterizza per le sue cinque scelte associative, così come delineate nella sua Carta d'identità associativa: democrazia, laicità, coeducazione, scelta adulta e impegno civile.

### Collegamenti con il movimento nazionale e internazionale Scout
Il CNGEI, che a livello internazionale si qualifica come SAGA (Scout and Guide Association, cioè associazione contenente al suo interno sia guide, sia scout) è membro, assieme all'Associazione Guide e Scouts Cattolici Italiani (AGESCI), della Federazione italiana dello scautismo (FIS) che a livello internazionale si qualifica come SAGNO (Scout and Guide National Organisation, cioè organizzazione nazionale composta da associazioni di guide e scout). Il CNGEI, attraverso la FIS, partecipa rispettivamente all'Associazione mondiale guide ed esploratrici (AMGE/WAGGGS) e all'Organizzazione mondiale del movimento scout (OMMS/WOSM).
Il CNGEI è stato membro fondatore dell'Unione internazionale delle associazioni scout laiche e pluraliste (UIPL). Ha fatto parte inoltre (in rappresentanza dei soci adulti), della Federazione italiana adulti scout (FIAS) e tramite questa dell'International Scout and Guide Fellowship (ISGF/AISG).
Inoltre, il CNGEI ha firmato con la Federazione italiana di scautismo raider (FIS-RAIDER), la Federazione italiana associazioni di adulti scout e raider (FIAAS-RAIDER) e con gli Amici delle Iniziative Scout (AMIS) una dichiarazione di intenti. Infine, il CNGEI ha stipulato, il 17 settembre 2011, un protocollo d'intesa con gli Scouts Tunisiens.

### Promessa

#### Promessa Lupetti
“Io (Nome) mi impegno a fare del mio meglio per migliorare me stesso/a, crescere insieme ai miei Fratelli e ricercare la mia Spiritualità. Voglio scoprire con curiosità e rispetto la mia Città, il mio Paese ed il Mondo, amare la Natura e compiere Buone Azioni. Scelgo di fare parte del Branco (nome del Branco) e mi impegno a conoscerne e seguirne la Legge.”

#### Promessa scout
Prometto di fare del mio meglio per vivere la Legge Scout, impegnarmi nel mondo e per gli altri, crescere spiritualmente e migliorarmi ogni giorno.

## Metodo e proposta educativa
| Suddivisione in branche     | Suddivisione in branche | Suddivisione in branche | Suddivisione in branche |
| Nome branca                 | Fascia d'età            | Motto                   |                         |
| --------------------------- | ----------------------- | ----------------------- | ----------------------- |
| Lupetti/e                   | 8-12                    | Del nostro meglio       |                         |
| Esploratori ed Esploratrici | 13-16                   | Sii preparato/a         |                         |
| Rover                       | 16-19                   | Prepararsi a servire    |                         |
|                             |                         |                         |                         |

Il metodo educativo scout è quello delineato dal fondatore dello scautismo Robert Baden-Powell, ispirato alla Legge e alla Promessa.
L'offerta educativa CNGEI si ripartisce in tre branche, caratterizzate da specifiche fasce d'età,
- il Branco accoglie i/le Lupetti/e e dagli 8 ai 12 anni;
- il Reparto accoglie gli Esploratori ed Esploratrici dai 13 ai 16 anni;
- la Compagnia accoglie i Rover dai 16 ai 19 anni.

Dopo i 19 anni, i ragazzi finiscono il loro percorso educativo e possono, volendo, proseguire nello scautismo come Senior, nel Clan o come capi educatori in unità oppure prendere la partenza. Sia per i senior nel Clan sia per i capi educatori sono previsti corsi di formazione al ruolo svolti da specialisti e riconosciuti dall'Organizzazione mondiale del movimento scout e dall'Associazione mondiale guide ed esploratrici.
Tra le più importanti ricorrenze degli scout CNGEI si segnalano:
- la "Giornata del Pensiero", 22 febbraio, genetliaco del fondatore del movimento Scout, Robert Baden-Powell e di sua moglie Olave Baden-Powell. Tale ricorrenza, riconosciuta da tutti gli scout del mondo, costituisce l'occasione per rafforzare il senso comune di appartenenza al movimento mondiale;
- il giorno di San Giorgio, 23 aprile, ricorrenza del patrono degli scout. In tale occasione le unità, i gruppi, le Sezioni provvedono o aderiscono all'organizzazione di particolari attività che diffondano la conoscenza dello scautismo sul territorio.

## Onorificenze
L'onorificenza è stata concessa al CNGEI per l'opera svolta a favore delle popolazioni colpite dal sisma in Abruzzo. La consegna ufficiale è avvenuta nel corso della riunione della Consulta nazionale del volontariato, tenutasi a Roma presso la sede del Dipartimento della Protezione civile il 5 giugno 2012.
Conferita per il bombardamento aereo della città alla Sezione di Verona
Conferita per il Terremoto della Marsica del 1915 alla Sezione di Roma

### Onorificenze concesse dal CNGEI
Il CNGEI concede a chi si prodiga in opere umanitarie e di promozione dello scautismo.